# 장자니
장자니(중국어 간체자: 张嘉倪, 정체자: 張嘉倪, 병음: Zhāng Jiā'ní, 한자음: 장가예, 영어: Jenny Zhang 제니 장[*], 1987년 6월 22일~)는 중화인민공화국의 배우이다.

## 개인사
2014년 6월 22일 남자친구 마이징위(중국어: 買鏡宇)의 27번째 생일 파티에서 그녀에게 청혼을 받았고, 두 사람은 2015년에 결혼을 하였다. 2016년 10월 9일 저녁 미국에서 장남 마이쯔언(중국어: 買子恩)이 태어났으며, 2018년 8월 18일 차남인 마이쯔청(중국어: 買子誠)을 낳았다.

## 출연 작품

### 드라마
- 2007년 후난위성텔레비전 금응독파극장 《우견일련유몽》 - 왕지링 역
- 2009년 후난위성텔레비전 금응독파극장 《미소재아심》 - 향천미 역
- 2010년 저장 위성 텔레비전 중국람극장 《천사종규지미려전설》 - 린샤오디에 역
- 2010년 후난위성텔레비전 금응독파극장 《사사심동》 - 장효유 역
- 2011년 후난위성텔레비전 금응독파극장 《신 황제의딸》 - 호약란 역
- 2012년 후난위성텔레비전 금응독파극장 《궁쇄주렴》 - 경가옥수 역
- 2012년 중국 텔레비전 공사 일일연속극 《경성설》 - 강패운 역
- 2013년 후난위성텔레비전 금응독파극장 《화비화무비무》
- 2013년 저장 위성 텔레비전 중국람극장 《정충악비》 - 오소소 역
- 2013년 후난위성텔레비전 금응독파극장 《화개번화》 - 청수수 역
- 2018년 후난위성텔레비전 금응독파극장 《온난적현》 - 박일심 역
- 2018년 아이치이 웹드라마 《연희공략》 - 순빈 유호록씨 역
- 2020년 CCTV-8 황금강당극장 《소대부》- 황롱 역
- 2021년 후난위성텔레비전 금응독파극장 《이상조요중국》- 소수 역
- 2021년 텐센트 웹드라마 《천고결전》- 무완 역
- 2022년 아이치이 웹드라마 《가일난양양 2》 - 청슈 역
- 2023년 CCTV-1 제일특약극장 《인생지로》 - 황야핑 역